# Nazewnictwo pierwiastków chemicznych
Nazewnictwo pierwiastków chemicznych – część nomenklatury chemicznej dotycząca nadawania i tworzenia nazw dla pierwiastków chemicznych. Za nadawanie nazw nowym pierwiastkom chemicznym, jak również za zasady systematycznego nazewnictwa nieodkrytych pierwiastków, odpowiada Międzynarodowa Unia Chemii Czystej i Stosowanej (IUPAC).

## Nadawanie nazw pierwiastkom chemicznym
Część pierwiastków znana była już w starożytności i ich nazwy pochodzą z tego okresu, choć pochodzenie części z nich jest obecnie niejasne. Pierwiastki odkrywane od średniowiecza aż po XX wiek brały swoje nazwy najczęściej od minerałów lub rud, z których były wyodrębniane, nazw geograficznych, właściwości fizycznych, obiektów astronomicznych czy też z mitologii. Nazwy pochodzące od nazwisk znanych naukowców pojawiać się zaczęły dopiero w XX wieku (np. kiur). Prawem odkrywcy danego pierwiastka było zawsze zaproponowanie nazwy, jednak nie zawsze nazwa taka przyjmowała się. Dochodziło również do sytuacji, w których pierwiastek miał przez pewien czas więcej niż jedną nazwę (np. rutherford był nazywany w państwach bloku wschodniego kurczatowem). Pierwsze poważne próby usystematyzowania nazewnictwa pierwiastków były podejmowane dopiero w pierwszej połowie XX wieku w ramach IUPAC. Dotychczas stosowane nazwy oraz ich pisownia zostały zatwierdzone, a spory pomiędzy uczonymi proponującymi różne nazwy dla tego samego pierwiastka zostały zakończone wybraniem jednej z nazw. Nie wydano zaleceń wskazujących jaki powinien być źródłosłów dla nazw nowych pierwiastków chemicznych, jednak zachowano tradycję, iż propozycję nazwy nowego pierwiastka ma prawo zgłosić jego odkrywca.
Obowiązujące od 2016 roku zalecenia IUPAC wskazują, że nazwa nowego pierwiastka chemicznego może pochodzić:
- z mitologii,
- od obiektu astronomicznego,
- od minerału lub podobnej substancji,
- od miejsca lub rejonu geograficznego,
- od właściwości pierwiastka,
- od nazwiska naukowca.

Nie może to być nazwa, która była kiedykolwiek używana w stosunku do któregoś z pierwiastków, ale ostatecznie nie została zaakceptowana. Końcówka nazwy powinna być zgodna z dotychczasową praktyką nazewniczą dla określonych grup pierwiastków: końcówka „-ium” dla pierwiastków grup 1–16, „-ine” dla pierwiastków 17. grupy i „-on” dla pierwiastków 18. grupy. Odkrywca lub odkrywcy nowego pierwiastka mają prawo do zaproponowania nazwy po potwierdzeniu odkrycia przez IUPAC i Międzynarodową Unię Fizyki Czystej i Stosowanej (IUPAP). W przypadku braku takiej propozycji lub braku porozumienia pomiędzy odkrywcami, inicjatywę w zakresie nazwania nowego pierwiastka przejmuje IUPAC. Po wstępnym wybraniu nazwy pierwiastka, podlega ona ocenie przez naukowców spoza IUPAC i przy braku przeciwwskazań – jest oficjalnie zatwierdzana i publikowana w czasopiśmie Pure and Applied Chemistry.
Do czasu oficjalnego zatwierdzenia nazwy przez IUPAC, dopuszczalne jest nazewnictwo systematyczne lub określanie pierwiastka jego liczbą atomową (np. „pierwiastek 120”).

## Nazewnictwo systematyczne
Nomenklaturę systematyczną dla pierwiastków o liczbie atomowej większej niż 100 zatwierdzono w 1979 roku. Nazwa systematyczna pierwiastka pochodzi od jego liczby atomowej i tworzy się ją łącząc rdzenie przyporządkowane każdej cyfrze w takiej kolejności, w jakiej cyfry te występują w liczbie atomowej pierwiastka. Podczas wymawiania nazwy systematycznej każdy rdzeń należy wymawiać oddzielnie. Symbol takiego pierwiastka jest zawsze trzyliterowy i pochodzi od pierwszych liter użytych rdzeni liczbowych, przy czym pierwsza litera takiego symbolu jest zawsze duża.
| Cyfra | Rdzeń liczbowy | Odpowiednik w języku angielskim | Litera |
| ----- | -------------- | ------------------------------- | ------ |
| 0     | nil            | nil                             | n      |
| 1     | un             | un                              | u      |
| 2     | bi             | bi                              | b      |
| 3     | tri            | tri                             | t      |
| 4     | kwad           | quad                            | q      |
| 5     | pent           | pent                            | p      |
| 6     | heks           | hex                             | h      |
| 7     | sept           | sept                            | s      |
| 8     | okt            | oct                             | o      |
| 9     | enn/en         | enn/en                          | e      |

| Liczba atomowa | Rdzenie liczbowe | Nazwa systematyczna | Odpowiednik w języku angielskim | Symbol |
| -------------- | ---------------- | ------------------- | ------------------------------- | ------ |
| 119            | un + un + enn    | ununenn             | ununennium                      | Uue    |
| 122            | un + bi + bi     | unbibi              | unbibium                        | Ubb    |
| 124            | un + bi + kwad   | unbikwad            | unbiquadium                     | Ubq    |
| 126            | un + bi + heks   | unbiheks            | unbihexium                      | Ubh    |
| 130            | un + tri + nil   | untrinil            | untrinilium                     | Utn    |
| 154            | un + pent + kwad | unpentkwad          | unpentquadium                   | Upq    |
| 184            | un + okt + kwad  | unoktkwad           | unoctquadium                    | Uoq    |
| 190            | un + en + nil    | unennil             | unennilium                      | Uen    |
| 195            | un + enn + pent  | unennpent           | unennpentium                    | Uep    |
| 199            | un + enn + enn   | unennenn            | enennennium                     | Uee    |